# هوکان میلد
هوکان میلد (سوئدی: Håkan Mild؛ زادهٔ ۱۴ ژوئن ۱۹۷۱) بازیکن فوتبال اهل سوئد بود.
از باشگاه‌هایی که در آن بازی کرده‌است می‌توان به باشگاه فوتبال ویمبلدون، باشگاه فوتبال سروت ۱۸۹۰، و باشگاه فوتبال رئال سوسیداد اشاره کرد.
وی همچنین در تیم‌های ملی فوتبال زیر ۲۱ سال سوئد و سوئد بازی کرده‌است.